# Kenneth Rexroth

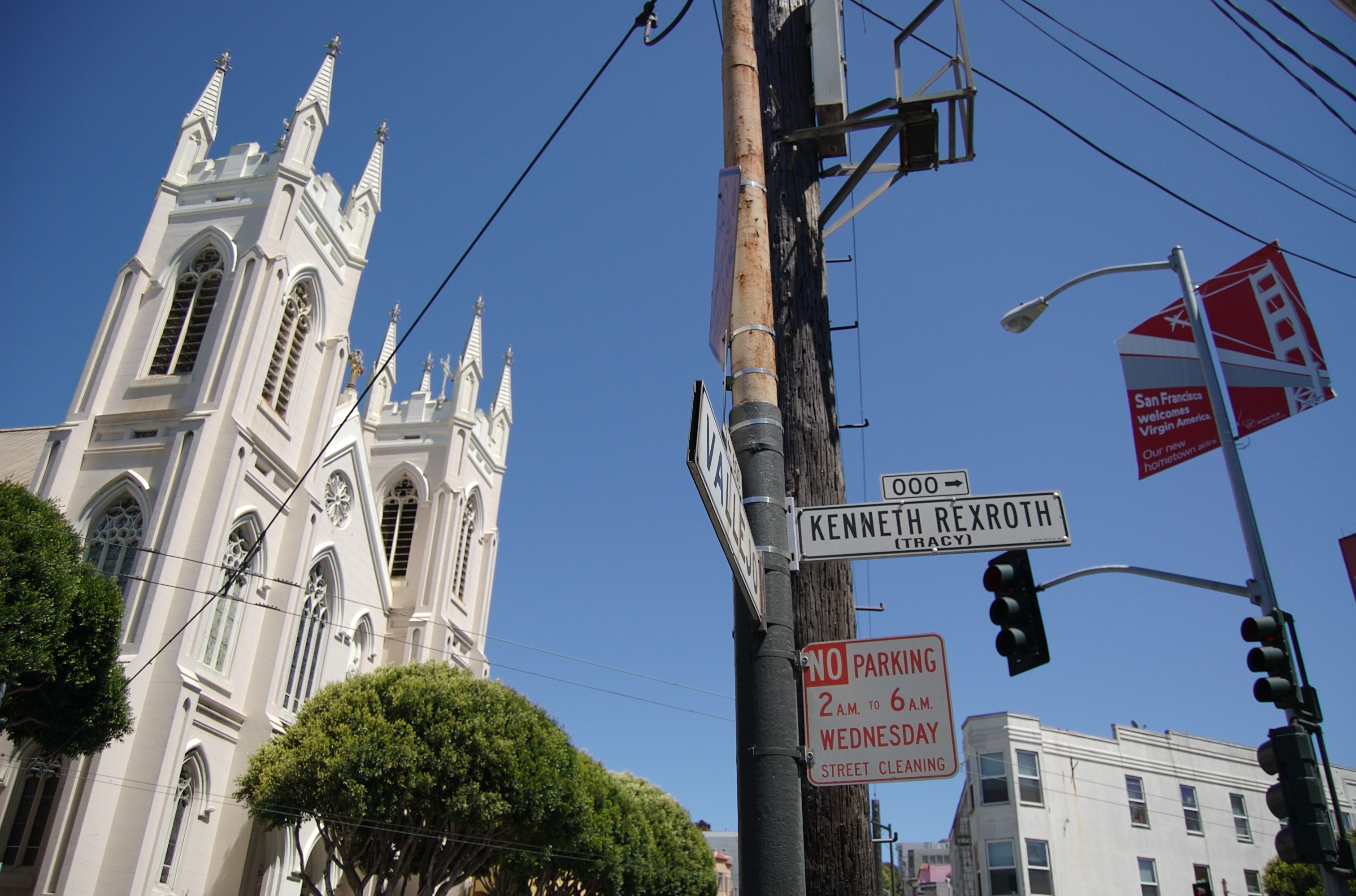
Kenneth Rexroth Street, São Francisco, Califórnia

Kenneth Rexroth (South Bend, 22 de dezembro de 1905 - Santa Bárbara, 6 de junho de 1982) foi um poeta, tradutor e ensaísta crítico norte-americano. Foi um dos primeiros poetas norte-americanos a explorar em seu trabalho formas tradicionais da poesia japonesa. É considerado uma das figuras centrais do chamado Renascença de São Francisco, e um dos pais da Geração Beat. Serviu de inspiração à personagem Rheinhold Cacoethes de Brasil: Os Vagabundos Iluminados / Portugal: Os Vagabundos do Dharma (2000) ou Os Vagabundos da verdade (1965), romance de Jack Kerouac.

## Biografia
Rexroth chamava-se Kenneth Charles Marion Rexroth e nasceu em South Bend, Indiana, tendo sido educado em casa por sua mãe e se inscrito no Instituto de Arte de Chicago após a morte desta. Em Chicago, nesta época, frequentou a companhia de radicais políticos de esquerda, e foi preso em uma batida da polícia em um bar, alegadamente por ser sócio de um bordel. Nesta época, viajou muito pelo interior dos EUA, conhecendo também o México e a América do Sul, ficando, também, uma semana em Paris, onde conheceu Tzara e os surrealistas. Passou a admirar as formas de convívio comunais como as dos monges, por exemplo, as quais, na sua concepção, teriam dado origem a um comunalismo leigo relacionado ao comunismo e ao anarquismo. Em 1927, casou-se pela primeira vez, indo, após isso, viver em São Francisco, onde viveu até o fim da vida, tendo, no entanto, tido várias esposas ou companheiras ao longo desta. Em 1949, viajou à Europa com uma destas esposas. Rexroth foi professor na Universidade da Califórnia, Santa Bárbara de 1968 a 1973. Tornou-se famoso entre os estudantes e repudiado pela administração por por suas observações espirituosas e inflamatórias sobre as tendências de anti-intelectualismo e sobre a preguiça no campus.

## Obra
Com um tom permanentemente libertário e sendo escrita, basicamente em verso livre (com exceções, como os poemas de "A Bestiary", escrito para os seus filhos, metrificados a fim de serem mais facilmente compreendidos por crianças), com uma forte influência das tradicionais, muito imagéticas, poesias da China e do Japão.
Muito da sua poesia, no entanto, pode ser classificada como poesia amorosa ou erótica. Observa-se isto nos "Love poems by Marichiko", que o autor publicou sob o pseudônimo de Marichiko, uma poeta japonesa fictícia. Fica demonstrada nestes poemas, a influência oriental sobre o trabalho do poeta, que praticou em outros poemas uma reflexão sobre a vida que muito lembra a do poeta clássico chinês Tu Fu, do qual Rexroth foi tradutor, com uma semelhante expressão de indignação com as desigualdades do mundo a partir de uma observação existencial. 
Há também uma influência da lírica greco-romana, principalmente da poeta Safo, em sua sua veia erótico-amorosa, porém com um tom de ironia à moda de Catulo em outros poemas de sentido mais político-social, como nos de "A Bestiary". 
Sua fina ironia, repleta de repúdio ao poder, além do fato de ter sido mestre de cerimônias na famosa leitura de poemas da Six Gallery, em 6 de outubro de 1995, na cidade de São Francisco, e de ter trazido para os EUA o poeta Lawrence Ferlinghetti, fazem com que o poeta seja considerado um "pai dos beats" por muitos, embora este tenha sido, por vezes, crítico da Geração Beat. 
Como tradutor, ainda transpôs vários poetas chineses para o inglês. Como ensaísta, além de tratar de assuntos como jazz, cultura e filosofia,  reforçou suas convicções políticas de cunho anarquista-coletivista (tratando sobre o chamado Comunalismo), ecológicas e pacifistas, tendo se colocado contra a perseguição aos japoneses nos EUA durante a II Guerra Mundial.
Suas idéias filosóficas, expressas através de ensaios, relacionadas ao anarquismo "comunalista", resultaram em um conceito que ele chamou de "mentira social". Concluiu que as sociedades são regidas por táticas de engano, a fim de manter uma hierarquia de exploração e escravidão. Ele viu isso como algo presente em todos os elementos da cultura, incluindo a literatura popular, educação e normas sociais.

## Fonte da tradução
- Este artigo foi inicialmente traduzido, total ou parcialmente, do artigo da Wikipédia em inglês cujo título é «Kenneth Rexroth», especificamente desta versão.